# Campamento Nordland
El Campamento Nordland era un complejo turístico y recreativo de 204 acres de terreno, que estaba ubicado en el municipio estadounidense de Andover, en Nueva Jersey. Entre los años 1937 y 1941, este lugar fue una propiedad privada de la organización nacionalsocialista German American Bund (en español: Hermandad Germano-Americana).

## Historia

### Introducción
La asociación de amistad simpatizaba con el Tercer Reich, y fomentaba las relaciones amistosas entre la nación alemana y los Estados Unidos de América. Este campamento fue inaugurado por la Hermandad Germano-Americana el día 18 de julio de 1937. En los años anteriores a la Segunda Guerra Mundial, el Bund organizó eventos en las instalaciones del campo, para fomentar los valores del nacional-socialismo alemán, dichos eventos atrajeron a más de 10.000 visitantes al campo. 

### Cierre del campo
El 30 de abril de 1941, el sheriff del condado de Sussex, Denton Quick (fallecido en 1969), encabezó una redada de las fuerzas del orden contra 10 ciudadanos estadounidenses que se encontraban en el campamento, este suceso fue el que provocó el cierre, la confiscación, los arrestos y los juicios de los líderes clave del movimiento por parte del gobierno federal. Uno de los condenados, August Klapprott, era un ciudadano estadounidense naturalizado, solicitó posteriormente al Tribunal Supremo de los Estados Unidos, en el caso Klapprott contra los Estados Unidos, en 1949, que el Estado interviniera en la revocación de su ciudadanía, y en su propuesta de deportación como resultado de su condena. Después de ser aceptada la causa por el gobierno, la propiedad fue finalmente entregada al municipio, y el campo se convirtió en el parque Hillside, perteneciendo este último al municipio de Andover, ubicado en el Estado de Nueva Jersey.

### El campamento en la actualidad
Actualmente, la instalación es la sede central de la policía local del municipio de Andover, Nueva Jersey. En el campamento se llevan a cabo actividades lúdicas y recreativas. En el restaurante del complejo turístico se celebran banquetes. El salón es usado para llevar a cabo los eventos que tienen lugar en el municipio. La sala de reuniones es alquilada frecuentemente para celebrar recepciones y bodas. Aunque gran parte de su historia y notoriedad se ha desvanecido en los últimos 70 años, muchos residentes locales del Condado de Sussex, aún se refieren al parque Hillside como el "Campamento del Bund".